# Police scientifique

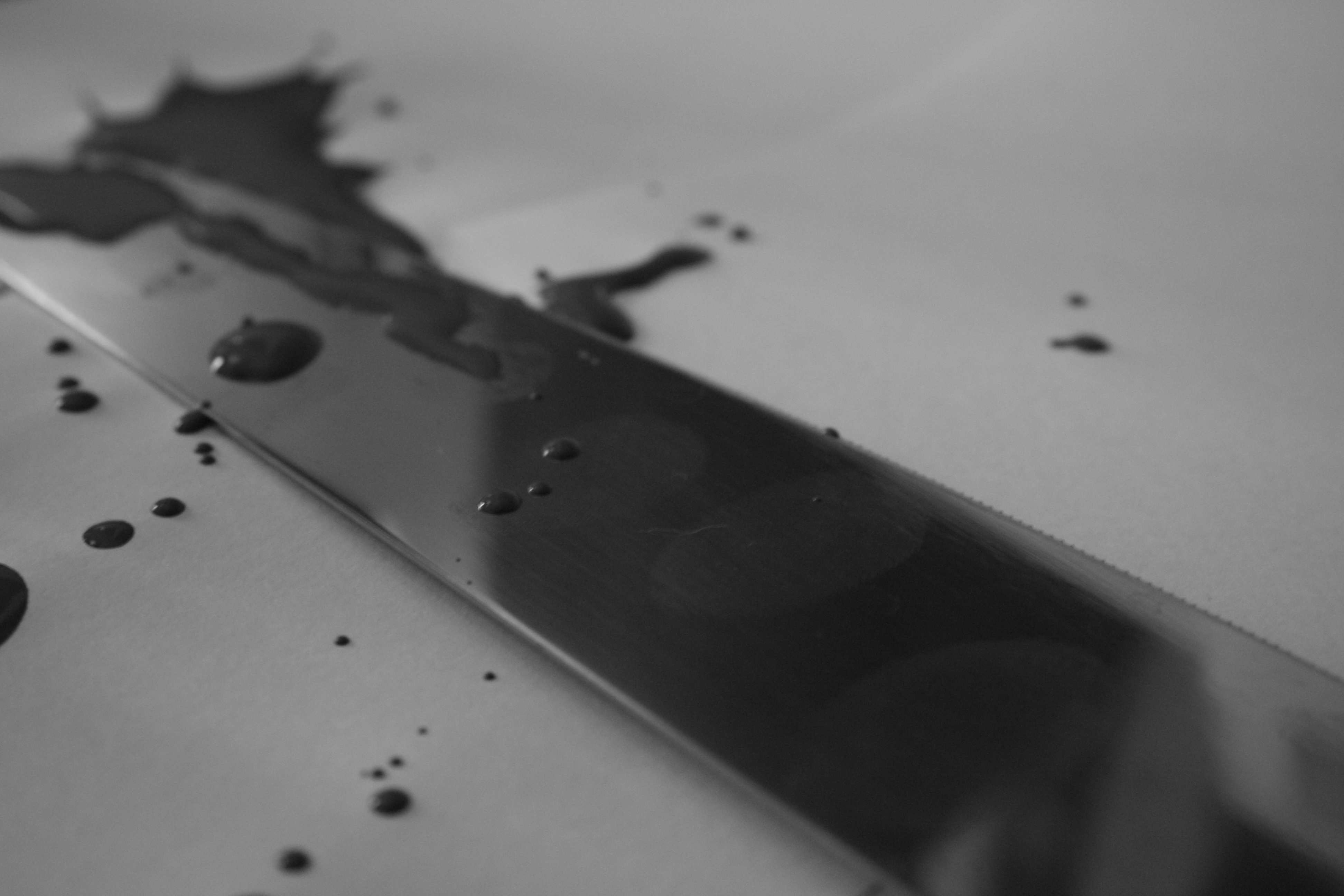
Empreintes digitales sur une arme blanche (reconstitution) : la recherche d'empreintes est l'une des méthodes courantes d'identification des victimes et auteurs d'infractions.

La police scientifique regroupe les services et les activités de la police et de la gendarmerie liés à la recherche et l'identification des auteurs (victimes et parfois témoins) d'infractions, par des moyens techniques et scientifiques.

## Histoire
La Police scientifique a une histoire complexe, puisqu'elle procède à la fois d'une prise de conscience et de l'agrégat de techniques très variées, venant de domaines très divers.
Le Français Alphonse Bertillon est reconnu internationalement comme un des fondateurs de la police scientifique, influencé par l’anthropologie criminelle. À partir de 1882, alors chef du service photographique, il développe au sein de la préfecture de Police de Paris des techniques de biométrie innovantes. C'est la naissance de la photographie judiciaire, inspirée des travaux d'Adolphe Quételet. Celles-ci sont approuvées par le préfet de police, Ernest Camescasse, à partir de 1882.
La dactyloscopie (prise d'empreintes digitales), d'origine britannique est introduite rapidement. L’administration des fichiers est déjà une compétence de la police française depuis Joseph Fouché.
La médecine légale déjà ancienne depuis les travaux pionniers de Paul Zacchias au XVIIéme siècle, se développe encore.
L’analyse des traces se développe également, comme la morphoanalyse des traces de sang, d'origine américaine, qui apparaît dès 1895, de même que l'entomologie légale, qui naît véritablement avec les travaux de Jean Pierre Mégnin en 1894.
Un autre préfet de police de Paris, Louis Lépine, encourage également le développement de la police scientifique.

## Différents services de police scientifique

### États-Unis
La police scientifique américaine dépend, comme la police en général, de l’État fédéré qui la subventionne, et non pas de l’État fédéral. La réputation de cette section de la police est telle que son intervention est de plus en plus demandée dans les affaires criminelles. Ses laboratoires d'analyses sont soumis à un nombre croissant de demandes, d'autant que certains États élargissent les critères de stockages des empreintes ADN des justiciables.
Une conséquence serait qu'en 2012 une personne employée dans un laboratoire de la police scientifique de l’État du Massachusetts, qui a été indélicate durant 10 années de service, a mis en péril plusieurs milliers de décisions judiciaires basées sur ses analyses.

### France
En France, il existe trois structures publiques chargées de missions de police scientifique jusqu'en 2021 :
- Le service central de la police technique et scientifique (SCPTS).
- L'Institut national de police scientifique (INPS).
- L'Institut de recherche criminelle de la gendarmerie nationale (IRCGN).

Ces trois structures dépendent du ministère de l'Intérieur.
En 2021, l'INPS est intégré au SCPTS pour former le service national de police scientifique.
Les deux structures restantes dépendant toujours du ministère de l'Intérieur.
Le 12 septembre 2024, l’École nationale de police scientifique (ENPS), rattachée à l'Académie de police, est créée.

### Suisse
Il existe une formation à l'École de sciences criminelles de la Faculté de droit et des sciences criminelles de l'Université de Lausanne.

## Séries télévisées
Depuis le début des années 2000, un certain nombre de fictions consacrées à la police scientifique sont diffusées à la télévision, notamment des séries télévisées. Parmi celles-ci, citons Les Experts et NCIS : Enquêtes spéciales aux États-Unis ou encore R.I.S Police scientifique en France.
Le personnage principal de la série Dexter est également expert en projection sanguines à la Police Criminelle de Miami.
Dans la réalité, il y a plusieurs équipes qui participent aux enquêtes. Dans ces séries télévisées, pour des questions de budget et de scénario, il n'y a pratiquement qu'une équipe de 6 personnes environ qui travaille sur une ou plusieurs affaires. En conséquence, elles sont multi-disciplinaires. Par exemple, dans Les Experts, le personnage principal, Gil Grissom, est chef de section, entomologiste et doté d'un don remarquable pour recréer des scènes de meurtres.